# Calingiri
Calingiri is een plaats in de regio Wheatbelt in West-Australië.

## Geschiedenis
Ten tijde van de Europese kolonisatie leefden de Juat Nyungah in de streek.
Reeds in de late jaren 1830 werd de streek door Europese kolonisten verkend. In 1847 werd het kloosterdorp New Norcia er gesticht. In 1903 werd 'Calingiri Waterhole' voor het eerst door een landmeter vermeld. Reeds in 1908 gingen er stemmen op om er een dorp te stichten. In 1909 bereikte de spoorweg uit Toodyay de eerste dorpslocatie en in 1914 de uiteindelijke dorpslocatie van Bolgart. Er werd gespeculeerd over waarlangs de spoorweg zou verder getrokken en waar een nevenspoor zou aangelegd worden. Een van de voorstellen was aan 'The Washpool'; zo noemde de lokale bevolking Calingiri. In 1917 bereikte de spoorweg Calingiri en werd het dorp officieel gesticht. De naam is vermoedelijk afgeleid van 'Calingal', de Aboriginesnaam voor de diamantduif.
In 1918 werd de eerste gemeenschapszaal, de 'Calingiri Hall', gebouwd en door toenmalig premier van West-Australië Henry Lefroy geopend. In 1926 werd een school gebouwd. In maart 1970 werd Calingiri door een aardbeving met een kracht van 5,9 op de schaal van Richter getroffen. De gemeenschapszaal werd in 1979 afgebroken en in 1980 door een nieuwe vervangen, de 'Calingiri Recreational Hall', die door toenmalig West-Australisch premier Charles Court werd geopend.

## 21e eeuw
Calingiri is het administratieve en dienstencentrum van het lokale bestuursgebied (LGA) Shire of Victoria Plains, een landbouwdistrict. Het is een verzamel- en ophaalpunt voor de oogst van de graanproducenten uit de streek die bij de Co-operative Bulk Handling Group aangesloten zijn. In 2021 telde Calingiri 198 inwoners tegenover 111 in 2006.

## Fauna
Rondom Calingiri ligt een Important Bird Area (IBA). De IBA werd ingesteld vanwege de aanwezigheid van de bedreigde dunsnavelraafkaketoe. De westelijke langsnavelkaketoe en de grijsborstvliegenvanger kan men er ook waarnemen.

## Transport
Vanuit Calingiri vertrekken verscheidene wegen naar de Great Northern Highway en naar 'State Route 115'. Calingiri ligt 143 kilometer ten noordnoordoosten van Perth, 65 kilometer ten noorden van Toodyay en 30 kilometer ten zuidoosten van New Norcia.
De spoorweg die door Calingiri loopt maakt deel uit van het goederenspoorwegnetwerk van Arc Infrastructure.

## Klimaat
Calingiri kent een warm mediterraan klimaat, Csa volgens de klimaatclassificatie van Köppen. De gemiddelde jaarlijkse temperatuur bedraagt 18 °C en de gemiddelde jaarlijkse neerslag ligt rond 466 mm.

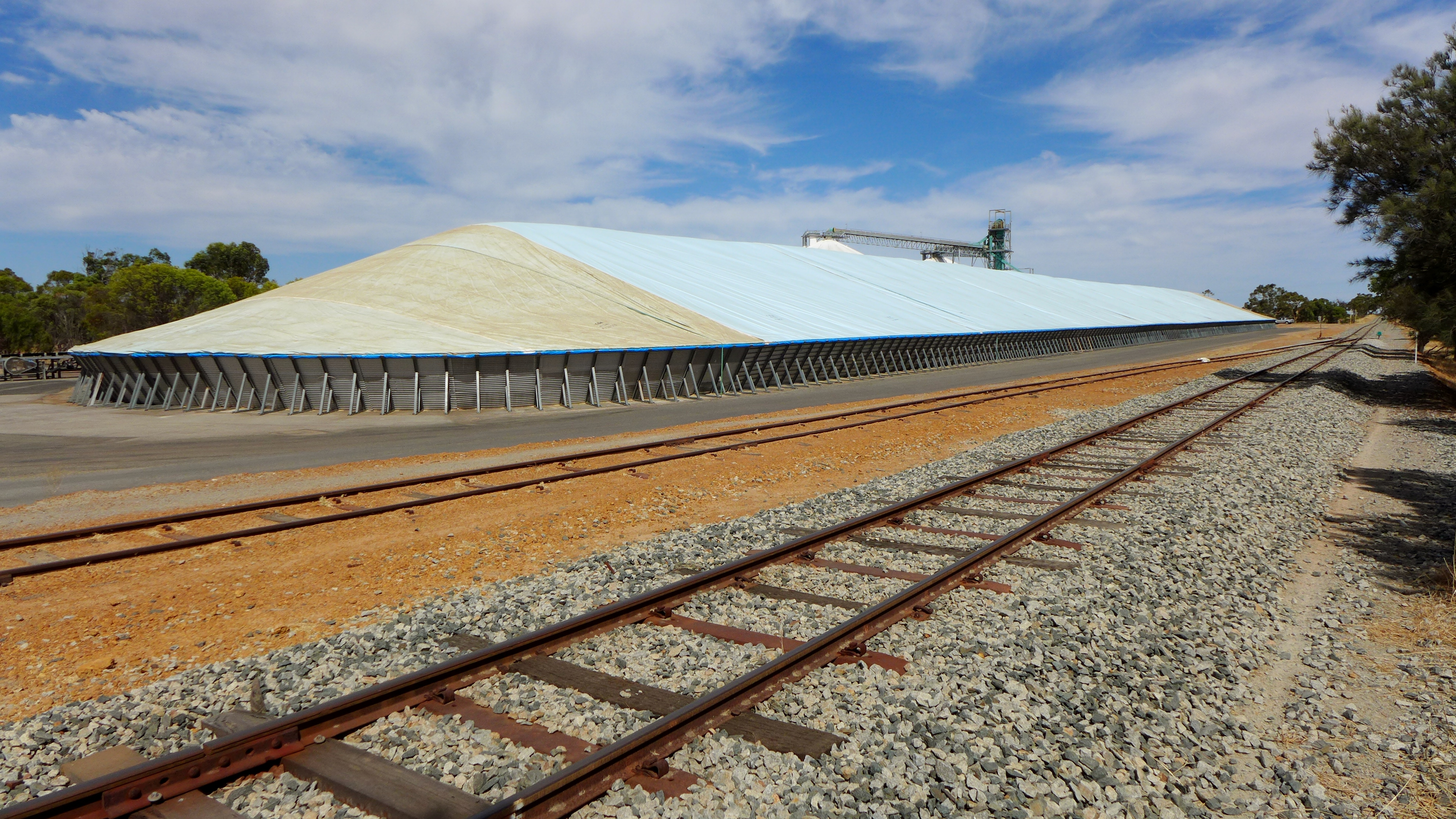
Graanopslag CBH Group
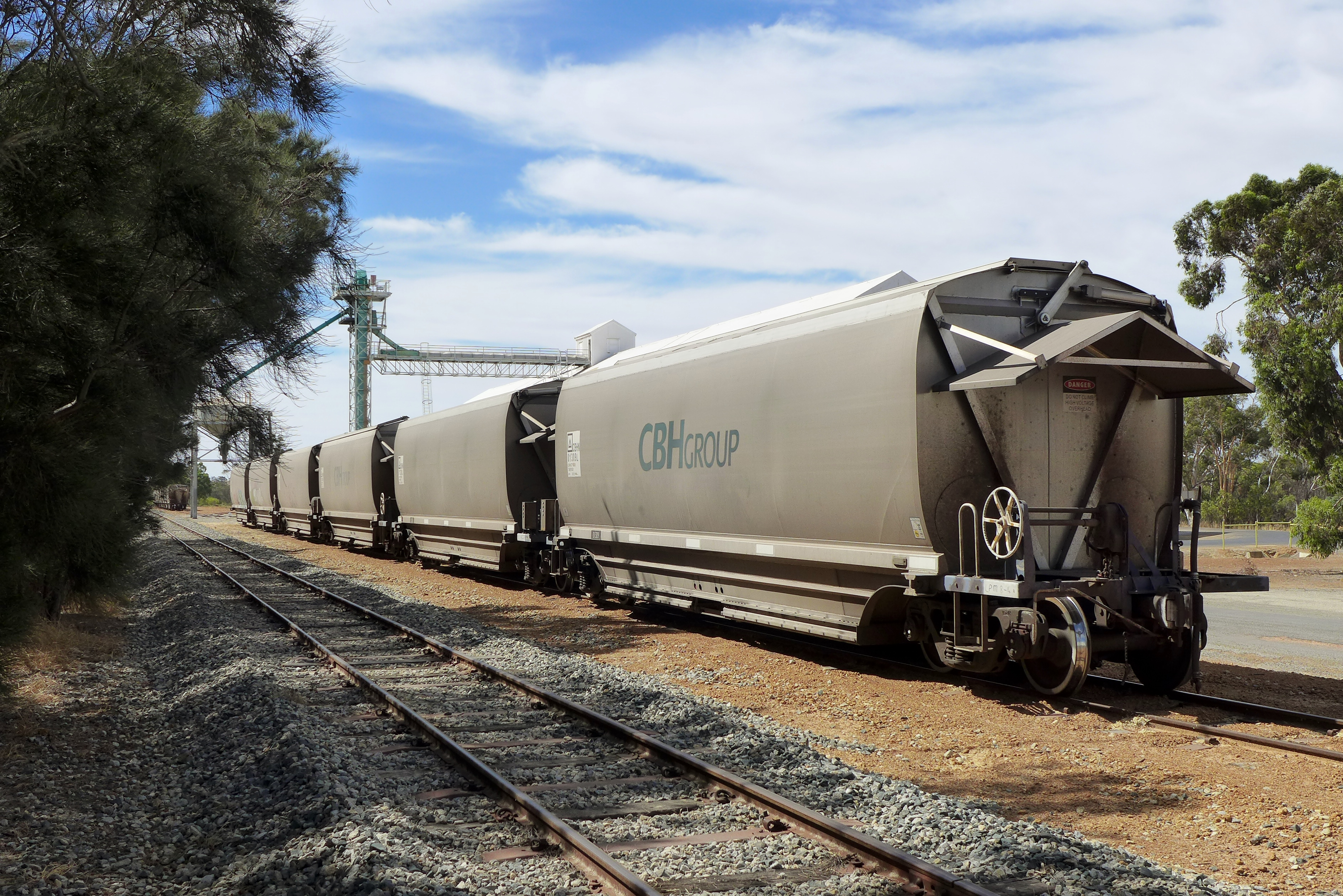
Graantrein CBH Group

Aldersyde · Amery · Ardath · Arthur River · Baandee · Babakin · Badgingarra · Badjaling · Bailup · Bakers Hill · Balkuling · Ballaying · Ballidu · Beacon · Beenong · Beermullah · Bejoording · Belka · Bencubbin · Bendering · Benjaberring · Beverley · Bilbarin · Bindi Bindi · Bindoon · Bodallin · Bolgart · Bonnie Rock · Boolading · Booraan · Brookton · Bruce Rock · Bullaring · Bullfinch · Bulyee · Bungulla · Buntine · Burakin · Burracoppin · Cadoux · Calingiri · Campion · Caraban · Carrabin · Cataby · Cervantes · Chandler · Chittering · Clackline · Cold Harbour · Congelin · Coomberdale · Copley · Corrigin · Cowcowing · Crossman · Cuballing · Culbin · Cunderdin · Dalwallinu · Dandaragan · Dangin · Darkan · Dattening · Dongolocking · Doodlakine · Dowerin · Dudinin · Dumbleyung · Duranillin · Dwarda · Ejanding · Elabbin · Erikin · Gabbin · Gingin · Goomalling ·  Grass Valley · Greenhills · Guilderton · Gwambygine · Harrismith · Highbury · Hines Hill · Holt Rock · Hyden · Jelcobine · Jennacubbine · Jennapullin · Jitarning · Jurien Bay · Kalannie · Karlgarin · Kellerberrin · Kondinin · Kondut · Koojan · Koolyanobbing · Koorda · Korbel · Korrelocking · Kukerin · Kulin · Kulja · Kulyaling · Kunjin · Kununoppin · Kweda · Kwelkan · Kwolyin · Lancelin · Lake Brown · Lake Grace · Lake King · Ledge Point · Manmanning · Marvel Loch · Meckering · Meenaar · Merredin · Miling · Minnivale · Mogumber · Mokine · Moodiarrup · Mooliabeenee · Moora · Moorine Rock · Moorumbine · Moulyinning · Mount Hardey · Mount Kokeby · Mount Walker · Muchea · Mukinbudin · Muntadgin · Nalya · Nangeenan · Narembeen · Narrogin · New Norcia · Newdegate · Nilgen · Nokaning · North Bannister · Northam · Nukarni · Nungarin · Pantapin · Piawaning · Piesseville · Pingaring · Pingelly · Pithara · Popanyinning · Quairading · Quindanning · Regans Ford · Seabird · Shackleton · Southern Cross · Spencers Brook · Tammin · Tincurrin · Toodyay · Trayning · Varley · Wagin · Walebing · Walgoolan · Wandering · Wannamal · Watheroo · Welbungin · West Dale · West Toodyay · Westonia · Wialki · Wickepin · Wilbinga · Williams · Wongan Hills · Woodridge · Wubin · Wundowie · Wyalkatchem · Yealering · Yelbeni · Yellowdine · Yilliminning · Yerecoin · York · Yorkrakine · Yornaning · Yoting · Youndegin